# Ханстен, Кристофер
Кристофер Ханстен (норв. Christopher Hansteen; 26 ноября 1784, Христиания — 11 апреля 1873, там же) — норвежский астроном, физик и геофизик.
Иностранный член Лондонского королевского общества (1839), иностранный почётный член Петербургской академии наук (1830).

## Биография
Окончил Университет Копенгагена, где вначале изучал юриспруденцию, но позже увлекся математикой и физикой.
Изучал земной магнетизм, открыл суточные вариации горизонтальной составляющей напряжённости магнитного поля Земли. В ходе исследований производил магнитометрические замеры в Норвегии и Финляндии, а в 1828—1830 годах совместно с Г. А. Эрманом предпринял путешествие в Западную Сибирь, где рассчитывал найти второй магнитный полюс Земли. Результаты, полученные в экспедиции, были опубликованы в 1854 году, а главный труд увидел свет в 1863 году. В 1833 году, вскоре после возвращения Ханстена из России, в Христиании была построена астрономическая обсерватория, а в 1838 — магнитная, и он был директором обеих.
В 1835—1838 годах издал учебники по геометрии и механике. Публиковал работы в различных научных журналах.
С 1861 года отошёл от активной работы.

## Награды
- Командор (1847), Кавалер Большого Креста (1855) ордена Святого Олафа;
- Кавалер Большого Креста ордена Данеброг;
- Кавалер Большого Креста ордена Полярной звезды.

В его честь названы: кратер и борозда на Луне, улица в кампусе Блиндерн Университета Осло.